# Divisió administrativa de Somàlia
La Somàlia Britànica era formada per sis districtes (Berbera, Borama, Burao, Erigavo, Hargeisa i Las Anod) i la Somàlia Italiana per set (Alto Giuba, Alto Uebi-Scebeli, Basso Giuba, Basso Uebi-Scebeli, Migiurtinia, Mogadiscio i Mudug).
El 1960, en unir-se ambdues colònies en la República de Somàlia van quedar reduïts a dotze districtes: els sis de la part britànica i sis de la part italiana (els districtes de Alto Uebi-Scebeli, Basso Uebi-Scebeli i Mogadiscio es van refondre en els districtes de Benadir o Banaadir i Hiran o Hiraan).
El 1964 es va anomenar als districtes com a províncies i es van reduir a vuit, al refondre en dues províncies els sis districtes de la part ex britànica: es va crear la província del Nord-est amb els districtes de Burao, Erigavo i Las Anod, i la província del Nord-oest (també anomenada Hargeisa) amb els de Berbera, Borama i Hargeisa.
El 1982 el règim de Siad Barre va establir una regionalització amb 18 regions subdividides en 84 districtes, que legalment segueix vigent:
- Awdal, capital Baki
- Bakool (Bakol) capital Xuddur
- Banaadir (Benadir) capital Muqdisho (Mogadiscio)
- Bari capital Bosaso (Boosaaso)
- Bay capital Baidoa (Baydhabo)
- Galguduud capital Dhuusa Marreeb
- Gedo capital Garbahaarrey
- Hiraan (Hiran) capital Beledweyne
- Jubbada Dhexe (Juba Central) capital Bu'aale
- Jubbada Hoose (Baix Juba) capital Kishimayu (Kismaayo)
- Mudug capital Gaalkacyo Mudug
- Nugaal (Nugal) capital Garowe (Garoowe)
- Sanaag capital Ceerigaabo
- Shabeellaha Dhexe (Shabelle Central) capital Jowhar
- Shabeellaha Hoose (Baix Shabelle) capital Merca (Marka)
- Sool (Sol) capital Laascaanood (Las Anod)
- Togdheer (Todgir) capital Burco (Burao)
- Woqooyi Galbeed capital Hargeisa (Hargeysa)

Els 84 districtes són:
- Abdi Asis
- Adan Yabal
- Afmadow
- Alula
- Badhadhe
- Badhan
- Baki
- Ballcad
- Bardhere
- Baydhaba
- Beletweyne
- Beletxawa
- Bender Bayla
- Berbera
- Bondhere
- Borama
- Bosaso
- Braawe (Barawa)
- Buale
- Bulo-Burte
- Burco (Burao)
- Burhakaba
- Burtinle
- Buuhodle
- Caadale
- Cabudwaaq
- Cadaado
- Caynabo
- Ceelafyeyn
- Ceel Barde
- Ceelbur
- Ceeldeer
- Ceelwaaq
- Ceerigabo
- Dangoryo
- Darkeynle
- Dhahar
- Dhusa-Mareb
- Dinsor
- Dolow
- Eyl
- Galhareeri
- Gaalkacyo
- Garbaharey
- Garowe
- Gebiley o Gabiley
- Goldogob
- Hamar Weyne
- Harardhere
- Hara Jabjab
- Hargeysa
- Hawle Wadaag
- Heliwa
- Hobyo
- Hodan
- Huddur
- Iskhushuban
- Jalalaqsi
- Jamaame
- Jeriban
- Jilib
- Jowhar
- Karaan
- Kismayo
- Kurtunwaarey
- Las Anod (Lascaanood)
- Las Qorey
- Lughaya
- Luuq
- Mark Afgooye
- Odweyne
- Qandala
- Qansadhere
- Qardho
- Qoryoyley
- Sablaale
- Sakow
- Shangani
- Sheik
- Shibis Waberi
- Taleex
- Tiyeglow
- Wadajir
- Wajid
- Wanlaweyne
- Wardhiglye
- Xudun
- Yaqship
- Yeed
- Zeylac

Aquest districtes són, dins de cada regió, els següents (les regions estan col·locades d'oest a est i de nord a sud):
- Awdal (Boramo, Baki, Lughaya, Zeylac)
- Woqooyi Galbeed (Hargeysa, Berbera, Gebiley)
- Todgherr (Burco, Buuhodle, Odwenyen, Sheik)
- Sanaag (Ceerigabo, Ceelafyeyn, Badhan, Las Qorey, Dhahar)
- Sool (Lascaanood, Telex, Xudun, Caynabo)
- Bari (Bosaso, Qardho, Qandala, Iskhushuban, Bender Bayla, Alula)
- Nugaal (Garowe, Eyl, Burtinle, Dangoryo)
- Mudug (Galkacyo, Jeriban, Hobyo, Haradhere, Goldogob)
- Galguduud (Dhusa-Mareb, Ceelbur, Ceeldeer, Cadaado, Cabudwaaq, Galhareeri)
- Hiraan (Beletweyne, Bulo- Burte, Jalalaqsi)
- Shabeellaha Dhexe (Jowhar, Ballcad, caadale, Adan Yabal)
- Banaadir & Muqdisho (Bondhere, Wadajir, Darkeynle, Karaan, Heliwa, Yaqship, Shibis Waberi, Hara Jabjab, Hawle Wadaag, Hamar Weyne, Shangani, Hodan, Wardhiglye, Abdi Asis)
- Bay (Baydhaba, Burhakaba, Qansadhere, Dinsor)
- Bakool (Hudur, Ceel Barde, Yeed, Wajid, Tiyeglow)
- Shabeellaha Hoose (Mark Afgooye, Wanlaweyne, Qoryoyley, Kurtunwaarey, Sablaale, Braawe)
- Gedo (Garbaharey, Bardhere, Luuq, Dolow, Beletxawa, Ceelwaaq)
- Jubbada Dhexe (Buale, Sakow, Jilib)
- Jubbada Hoose (Kismayo, Afmadow, Jamame, Badhadhe)